# Westside Church

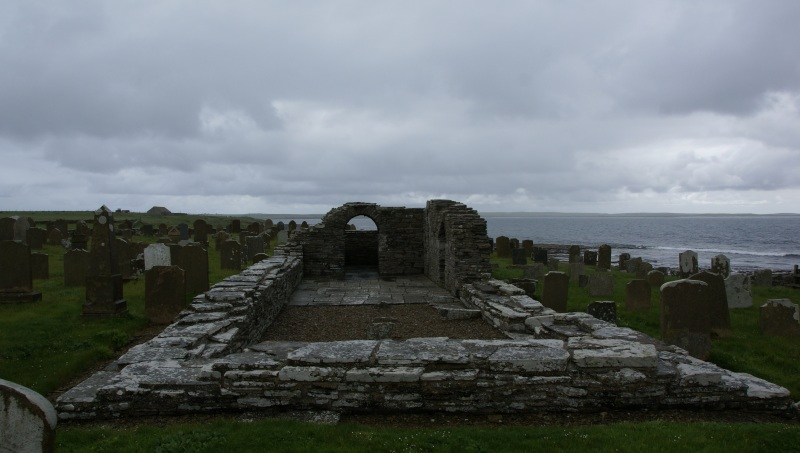
Westside Church in Tuquoy, gezien vanuit het westen. Vooraan het schip met op het eind de boog die het schip van het koor scheidt.

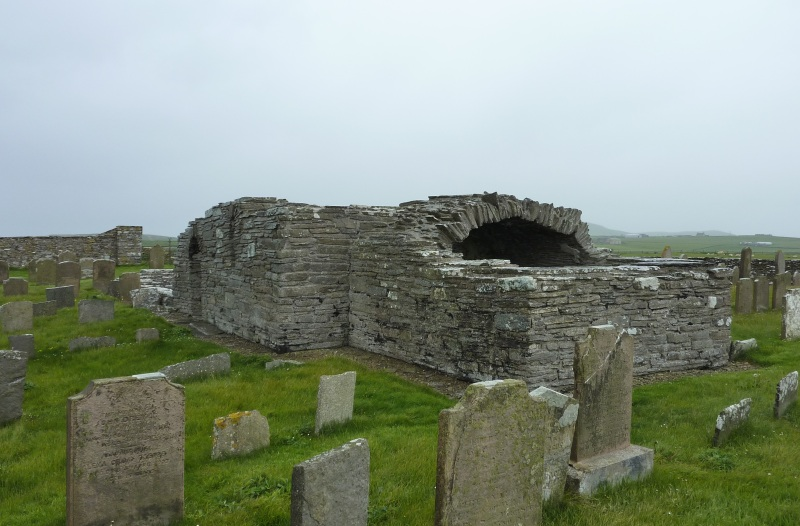
Westside Church in Tuquoy gezien vanuit het zuidoosten met vooraan rechts het koor.

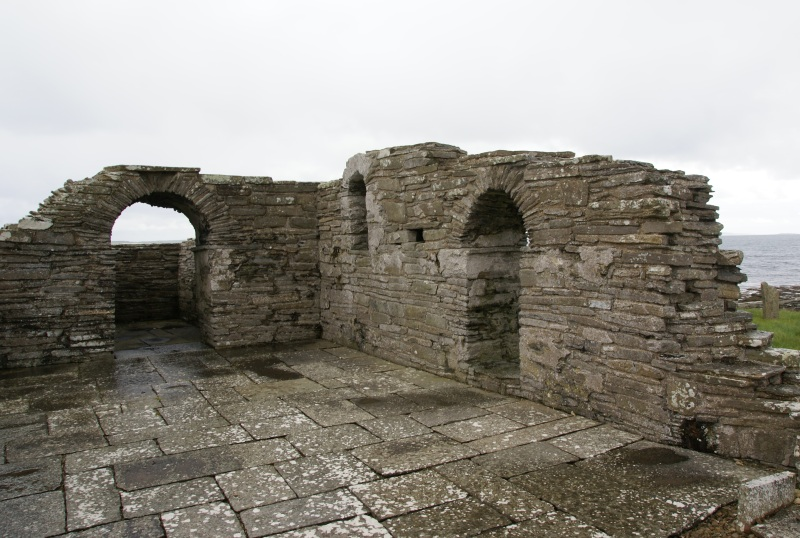
De boog naar het koor en het deel van de zuidelijke muur met het raam, de nis en de toegang.

De Westside Church in Tuquoy, ook bekend onder de naam Cross Kirk en Holy Cross Chapel, is (de ruïne van) een twaalfde-eeuwse kerk, 4,8 kilometer ten zuiden van Pierowall gelegen op Westray, een van de Schotse Orkney-eilanden.

## Geschiedenis
De Westside Church in Tuquoy werd gebouwd in het midden van de twaalfde eeuw in romaanse stijl. De kerk was gewijd aan het Heilige Kruis.
In de latere Middeleeuwen werd de kerk uitgebreid. Meestal wordt ervan uitgegaan dat deze uitbreiding plaatsvond in de dertiende eeuw, maar de versiering van de zuidelijke toegang in de uitbreiding lijkt zestiende- of zeventiende-eeuws te zijn.
Ten zuidwesten van deze kerk bevinden zich de resten van een nederzetting of boerderij van Vikingen, bekend als de opgraving op de Ness Of Tuquoy, die hoogstwaarschijnlijk door Hafliki Thorkelsson werd gebouwd. Het is mogelijk dat Hafliki Thorkelsson - of ieder geval de rijke Viking die er woonde - ook verantwoordelijk was voor de bouw van de Westside Church, aangezien de bouw van de kerk en de bouw van de nederzetting plaatsvonden in dezelfde periode.

## Bouw
De Westside Church in Tuquoy is op een klif gelegen met uitzicht over de zee. De kerk is oost-westelijk georiënteerd.
De kerk bestond oorspronkelijk uit een rechthoekig schip van 5,7 meter lang en 4,2 meter breed. Het rechthoekige koor was 3,8 meter bij 2,9 meter groot.
De latere uitbreiding maakte het schip 8,2 meter lang. Ook werd een toegang gemaakt aan het westelijk uiteinde van de zuidelijke muur.
De oorspronkelijke toegang bleef intact en bevindt zich iets ten oosten van het midden. Deze toegang is voorzien van een boog, die iets terug staat op uitstekende muurdelen. Daar dan oosten van bevindt zich een klein raam met een afgeronde bovenzijde. Tussen deze toegang en het raam bevindt zich een kleine nis.
De boog die het schip en het koor scheidt is aan de bovenzijde afgerond. De boog staat iets terug op de uitstekende muurdelen. Het koor heeft een laag gewelfd plafond.
In de 21e eeuw zijn de muren van de oorspronkelijke kerk nog 2,5 meter hoog; van de latere uitbreiding zijn enkel de fundamenten overgebleven.
Om de Westside Church ligt een begraafplaats.

## Beheer
De Westside Church in Tuquoy wordt beheerd door Historic Scotland. Een zeewal is in de 20e eeuw aangebracht om de ruïne tegen zee-erosie te beschermen.